# Дряновец (Смолянская область)
Дряновец (болг. Дряновец) — населённый пункт в Болгарии. Находится в Смолянской области, входит в общину Чепеларе. Население составляет 1 человек.

## Политическая ситуация
В местном кметстве Богутево, в состав которого входит Дряновец, должность кмета (старосты) исполняет Стефан Банков Терзийски (Движение за права и свободы (ДПС)) по результатам выборов правления кметства в 2007 году.
Кмет (мэр) общины Чепеларе — Георги Иванов Попов (Болгарская социалистическая партия (БСП)) по результатам выборов 2007 года в правление общины.